# Life in Cold Blood
Miniserie producida por la Unidad de Historia Natural de la BBC, y conducida por el naturalista David Attenborough. Estrenado en el Reino Unido el 4 de febrero de 2008 y en Hispanoamérica el lunes 14 de julio en el canal Animal Planet con el nombre de Vida a sangre fría. Este programa trata sobre anfibios y reptiles, sus formas de vida, su reproducción y sus adaptaciones a los medios en los que viven.
La serie consta de cinco episodios:
- Una verdad a sangre fría:en este primer episodio Attenborough hace una introducción sobre los reptiles y anfibios, mostrando como han colonizado distintas partes del mundo. También muestra reptiles peculiares como tortugas luchadoras y lagartijas curiosas que exploran el mundo con su boca. También se habla un poco sobre los anfibios y su piel suave, pero la mayor parte del episodio trata sobre los reptiles.
- Los invasores: episodio dedicado a los anfibios, mostrando ranas, cecilias, anfibios de cuerpo alargado que se parecen a lombrices y los miembros de la familia salamandridae.
- Dragones: en este capítulo de Vida a sangre fría se presentan aquellos reptiles de piel seca que pueblan gran parte del mundo. Attenborough nos habla sobre los camaleones y lagartijas. Muestra exóticas lagartijas de múltiples colores (cabeza azul, tórax amarillo y parte trasera roja) y al camaleón pantera.
- Serpientes: este episodio trata sobre las serpientes y sus diferentes especies, pasando desde la cobra escupidora hasta la cobra real. Muestra también sus orígenes, diciendo que descienden de lagartos que se habituaron a la vida subterránea y que, con el paso de generaciones, sus patas se atrofiaron y desaparecieron.
- Gigantes armados: último capítulo, dedicado a los máximos exponentes de los reptiles: los cocodrilos y las tortugas, los cuales pueden alcanzar sorprendentes tamaños. En este episodio vemos al cocodrilo de agua salada, en su espera por la migración de salmonete, en Australia, también muestran a las torugas gigantes.

- Datos: Q2947792
- Multimedia: Life in Cold Blood / Q2947792